# Big Four
Big Four este denumirea grupului celor mai mari patru firme de audit din lume alcătuit de PricewaterhouseCoopers, KPMG, Ernst & Young și Deloitte Touche Tohmatsu. Cele patru companii asigură auditul pentru marea majoritate a companiilor publice și pentru o bună parte din companiile private din lumea întreagă.
Cele patru companii au avut în România in anul 2006 afaceri cumulate de 97 de milioane de Euro, în creștere cu 16% față de anul 2005, într-o piață de 330 milioane euro. PricewaterhouseCoopers a ocupat prima treaptă cu 32 milioane euro cifră de afaceri, fiind urmată de Ernst & Young cu 23,9 milioane euro, KPMG, cu 22,7 milioane euro și Deloitte cu 18,4 milioane Euro.
În anul 2007, cele patru companii de consultanță și audit au înregistrat venituri cumulate în Marea Britanie de 6,73 miliarde lire sterline (aprox. 8,5 miliarde euro), de circa trei ori mai mult decat suma cifrelor de afaceri ale urmatoarelor 20 de companii de consultanță din această țară.
Auditul reprezintă businessul prioritar al companiilor care alcătuiesc așa-numitul grup Big Four. Acestea obțin din audit venituri care variază între 50-70% din totalul cifrelor de afaceri. Celelalte servicii de consultanță ale firmelor din Big Four sunt consultanța fiscală și componenta de corporate finance advisory.